# 韩洼站
韩洼站原是一座胶济线上的铁路车站，位于山东省青岛市城阳区韩洼村，建于1901年，使用时为四等站，邮政编码为266111。胶济铁路复线建设时该站拆除。